# 吉見温泉
吉見温泉（よしみおんせん）は、山口県下関市吉見上町にある温泉。

## 泉質
```
単純温泉
（アルカリ性単純温泉）。入浴用に加温している
[
2
]
。施設内に源泉漕が設置されている。
```

　浴場内に非加温の源泉かけ流し風呂があり、温泉評論家の郡司勇は好意的な評価をしている。

## 歴史
かつては「吉見上村冷泉」や「畑の湯」ともいわれていた。大正2年（1913年）に石槽をつくり入浴客の便をはかったという。昭和43年（1968年）に吉見温泉センターを開設。2022年3月末にリニューアルオープンし、新たにキャンプ場が併設された。

## 周辺環境
竜王山の麓、県道244号線沿いに日帰り入浴施設「吉見温泉センター」があり、10時～20時に営業。元旦とメンテナンス日（年に2回）のみ休業する。
周囲は田園地帯で、浴室からは遠く響灘に浮かぶ加茂島を望むことができる。

## アクセス
- 車の場合、山陽自動車道下関インターチェンジから国道191号・県道244号を利用して約15km。
- 公共交通機関の場合、最寄り駅はJR山陰本線吉見駅で約2.5km。駅からは送迎タクシー（1日2往復　1台600円）が運行されている。[3]